# Бультер'єр
Бультер'єр (англ. Bull Terrier) — порода собак, належить до групи тер'єрів. Існує також порода мініатюрний бультер'єр, який відрізняється зростом.

## Історія
У Середньовіччі в Англії була поширена так звана «кривава забава» (англ. blood sport). Це рід розваг, у яких билися собаки з биками, ведмедями, кабанами або між собою. Ці бої були атракцією в Англії того часу, на них робилися ставки. Найпопулярнішим видом собачих боїв був буль-бейтинг (англ. bull-baiting), у якому боролися собаки з биком. З 13 по 18 століття ця жорстока забава навіть вважалася в Англії національним видом спорту.

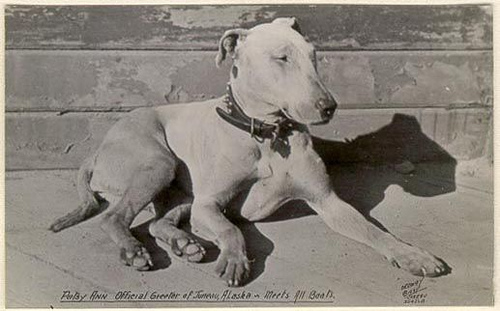
Бультер'єр Джеймса Гінкса

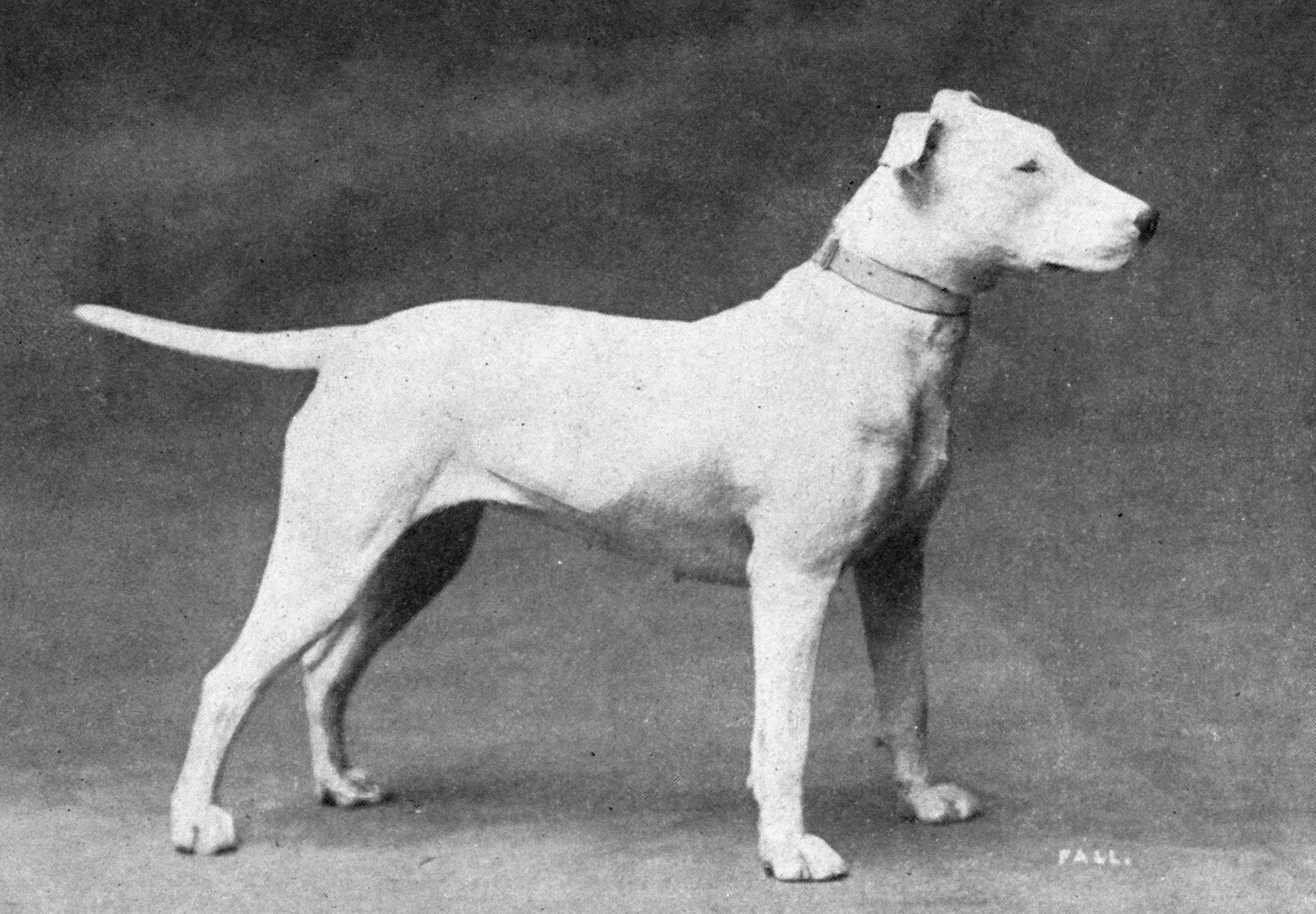
Бультер'єр 1915 року

З часом популярність буль-бейтингу росла, а разом з нею і потреба в певному типі собак. Розміри, характер, сила собак підганялися під вимоги бійцівських ям, не мали значення інші якості. Протягом століть формувались і поліпшувалися сильні, злісні, швидкі собаки. Однак, у 1835 році був прийнятий «Cruelty to Animals Act», що забороняв такий тип розваг. Проте нелегальні бої між собаками продовжували проводитись. Собачі бої вимагали менше місця, грошей і їх легше організувати. З'явився попит на компактних бійцівських собак, яких було простіше заховати при появі поліції. Крім того, собачі бої тривали довше, ніж буль-бейтинг і потрібні були не тільки сильні, а й витривалі собаки, здатні переносити біль і втому.
Для створення таких собак, заводчики стали схрещувати староанглійського бульдога з різними видами тер'єрів. Ці буль-енд-тер'єри володіли пильністю і спритністю тер'єра і силою, завзяттям і високим больовим порогом бульдогів.
У 1850 році Джеймс Гінкс з Бірмінгема почав племінну роботу з виведення нової породи. Для цього він схрещував буль-енд-тер'єра з іншими породами, в тому числі й нині вимерлим білим англійською тер'єром. Новий білий бультер'єр вийшов з подовженою головою, симетричним тілом і прямими лапами. Гінкс розводив тільки білих собак, яких він назвав бультер'єрами, для відрізнення від буль-енд-тер'єрів.
У 1862 році Гінкс виставляє своїх собак на шоу в Челсі. Ця виставка собак приносить породі популярність і успіх і нові заводчики починають схрещування з далматинами, фоксгаундами та іншими породами. Метою схрещування є збільшення елегантності й динамічності. Та й сам Гінкс додає кров хортів і колі, для згладжування стопа. Ті собаки ще не були схожі на сучасних бультер'єрів.
Бультер'єр повністю визнається AKC (American Kennel Club) в 1885 році, а в 1897 створюється BTCA (The Bull Terrier Club of America). Перший бультер'єр сучасного типу був визнаний в 1917 році, це був пес на прізвисько Лорд Гладіатор.

## Опис
М'язиста й атлетична порода. Стандарт породи не висуває особливих вимог до висоти й ваги, але зазвичай в холці бультер'єр досягає 53-60 см, а важить 23-38 кг.
Форма черепа є відмінною рисою цієї породи, вона яйцеподібна або овальна, без виражених кривих або поглиблень. Не повинно бути грубих рис, відстань між носом і очима візуально більша, ніж між очима і верхівкою черепа. Ніс чорний з великими ніздрями. Нижня щелепа сильна, прикус ножицеподібний.
Вуха маленькі, стоячі. Очі вузькі, глибокі, трикутної форми, темного кольору. Це єдина порода собак, у якої очі трикутної форми.
Тіло округле, з глибокою і широкою грудною кліткою. Спина міцна і коротка. Хвіст короткий, широкий біля основи й звужений до кінця.
Шерсть коротка, прилегла до тіла, блискуча. Забарвлення може бути чисто-білим (допустимі плями на голові) або різноколірним (мікс рудого, чорного та білого).